# Mikhaïl Kristoforovitch Reutern
Le comte Mikhaïl Kristoforovitch Reutern (en russe : Михаил Христофорович Рейтерн), né le 12 septembre 1820 (24 septembre dans le calendrier grégorien) à Poreche dans la province de Smolensk et mort le 11 août 1890 (23 août dans le calendrier grégorien) à Tsarskoïe Selo, est un homme politique russe. Il fut secrétaire d'État, ministre des Finances du 23 janvier 1862 au 7 juillet 1878. Président du Conseil des ministres de 1881 à 1887, membre du Conseil d'État.

## Biographie
Mikhaïl Kristoforovitch Reutern, baptisé dans la foi luthérienne, est issu d'une famille noble d'origine allemande établie en Livonie. Son père servit dans l'armée impériale russe. À son décès, Mikhaïl Kristoforovitch Reutern était âgé de treize ans. Restée seule, sa mère éleva seule ses treize frères et sœurs. Après l'obtention d'une bourse d'études, le comte entra au lycée de Tsarskoïe Selo, en 1839 il en sortit diplômé.

### Carrière politique
En 1840, Mikhaïl Kristoforovitch Reutern commença sa carrière politique au ministère des Finances, en 1843, muté au ministère de la Justice il demeura à ce poste jusqu'en 1854. À cette date, il fut admis dans le service de la marine impériale de Russie dirigée par le grand-duc Constantin Nicolaevitch de Russie. Le comte siégea dans plusieurs commissions spéciales et d'inspections. Pendant la durée de cette fonction, sous sa direction, un grand nombre de changements fut apportés, comme la réduction des entreprises d'État ou la création d'un fonds de pension destiné aux officiers de la marine impériale de Russie, des contrats furent signés avec des entreprises privées.
En 1855, Mikhaïl Krostoforovitch Reutern se rendit dans des pays étrangers notamment en Prusse afin d'étudier le fonctionnement de leur système financier. il rédigea des rapports, ceux-ci démontrèrent l'importance de l'apport des capitaux privés dans le développement de l'économie d'un pays.

### Développement du chemin de fer
En 1854, Mikhaïl Kritoforovitch Reutern fut admis à siéger dans un comité chargé d'étudier le développement du chemin de fer et du système bancaire. En 1858, l'empire ne possédait que vingt kilomètres de voies ferrées, en France 208 kilomètres, en Prusse 273 kilomètres. Avec l'apport de fonds provenant d'établissements bancaires de l'Europe de l'Ouest, l'empire russe put créer la Grande Société de chemins de fer, elle put se doter d'un réseau ferroviaire plus important, Moscou et Saint-Pétersbourg furent le point central du réseau russe, de ces villes partirent les lignes ferroviaires vers toutes les régions de l'empire. En 1862, près d'un millier de kilomètres de réseau ferré fut construit, en 1874 les quatorze mille kilomètres furent atteints.

### Création des banques privées
La commission chargée du développement du réseau ferré de la Russie impériale étudia également le développement de l'économie de ce pays. Avant 1863, l'empire possédait une seule banque : la Banque d'État (1860). Celle-ci fut jugée insuffisante pour l'essor économique du pays, en 1863, Mikhaïl Kristoforovitch Reutern, alors ministre des Finances, avec l'aval du tsar créa les banques privées, des sociétés anonymes. En quelques années, les importations et exportations explosèrent en Russie. De nombreux ateliers virent le jour, elle favorisa également l'augmentation de la production industrielle.

### Ministre des Finances
En 1861, Mikhaïl Kristoforovitch Reutern revint au ministère des Finances comme haut fonctionnaire de l'Empire. il fut admis dans la Commission de financement des affaires paysannes chargée d'étudier les plans financiers relatifs à l'abolition du servage.
En 1862, Mikhaïl Kristoforovitch Reutern fut nommé ministre des Finances, il occupera cette fonction de 1862 à 1878. Pendant les seize années qu'il passa à ce ministère, son premier geste réformateur fut la transparence des Finances de l'État ou Glanost, pour ce faire et pour la première fois dans l'histoire de la Russie impériale, en mai 1862 il fit publier dans les journaux le budget de l'État avec ses analyses et ses commentaires économiques et la restauration des finances de l'État en réformant la fiscalité, il eut recours à plus d'impôts indirects comme les taxes sur les spiritueux et le sel. Il tenta de réformer le rouble-papier, en créant un rouble reposant uniquement sur l'étalon-or, mais il échoua partiellement dans cette opération, cependant que la couverture-or du rouble passa de 68 % en 1866 à 86,8 % en 1878, avant de replonger du fait de la guerre russo-turque. Son travail consista également à équilibrer le budget de l'Empire, six années furent nécessaires pour y parvenir. La veille de l'insurrection polonaise (1861), il tenta de mettre à exécution une seconde réforme, mais la révolte porta un coup rude aux finances de l'État. Sous son mandat l'économie russe put se maintenir dans le système économique des pays étrangers.
Mikhaïl Kristoforovitch Reutern s'opposa régulièrement aux projets d'expéditions armées extérieures présentés par les militaires. À la veille de la Guerre russo-turque de 1877-1878, à Livadia eut lieu une confrontation entre Alexandre II de Russie et Mikhaïl Kristoforovitch Reutern, ce dernier avertit le tsar du danger que représentait cette guerre pour les finances de l'Empire et un arrêt certain de la mise en place des réformes à venir, Alexandre II de Russie campa sur ses positions alors que le comte s'obstina. Il voulut remettre sa démission au tsar, mais sur la demande du souverain, le comte resta à son poste jusqu'à la fin du conflit. Il démissionna en juin 1878 mais demeura membre du Conseil d'État. Au ministère des Finances Nicolaï Kristianovitch Bunge fut son successeur.

### Président du Comité des ministres
Après le renvoi du prince Pavel Gagarine en 1881 Alexandre II de Russie le nomma Président du Comité des ministres, il occupa cette fonction jusqu'en 1886, date à laquelle il prit sa retraite en raison d'un mauvais état de santé.